# Krajská galerie výtvarného umění ve Zlíně
Krajská galerie výtvarného umění ve Zlíně je kulturní instituce zřizovaná Zlínským krajem. Galerie se věnuje především českému a slovenskému výtvarnému umění a architektuře 19. až 21. století. Dříve nesla rovněž názvy Oblastní galerie výtvarného umění ve Zlíně či Státní galerie ve Zlíně.

## Sídlo galerie

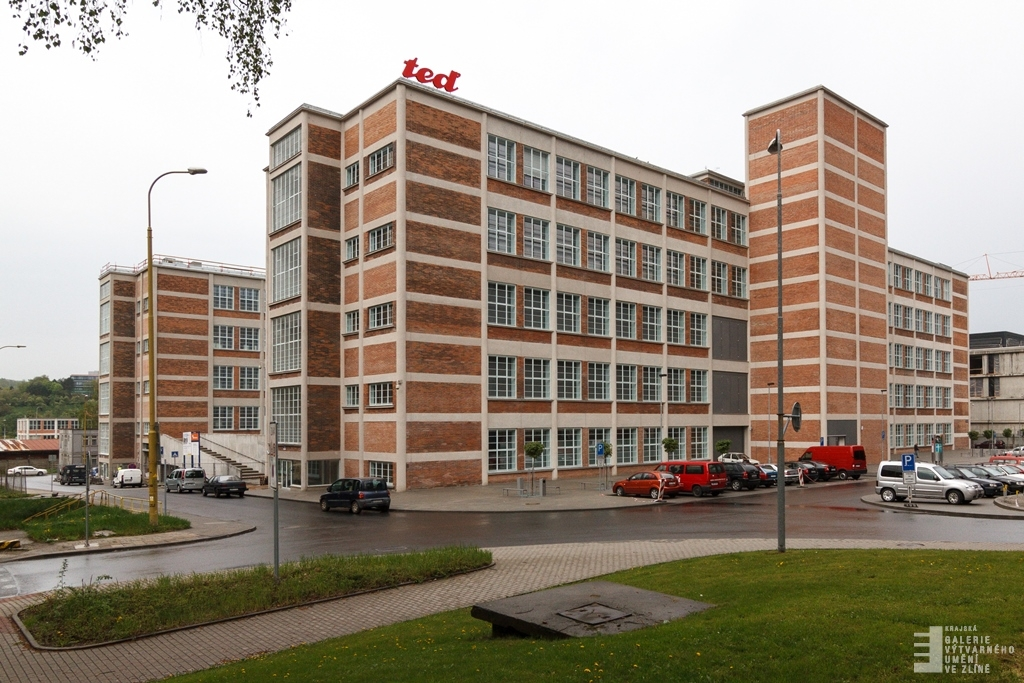
Galerii nově najdete ve 14. budově zlínského továrního areálu

Galerie sídlí v centru města, v nedávno zrekonstruované budově č. 14, kam se instituce přestěhovala po více než půlstoletí svého působení v Domě umění a ve zlínském zámku. Prvním návštěvníkům se v těchto prostorách otevřela 1. května 2013. Stylová industriální atmosféra a moderní expozice v místě někdejšího továrního areálu firmy Baťa dodávají výstavám zvláštní kouzlo. Kromě úplně nové koncepce stálé expozice, které je věnováno druhé patro budovy, vznikl také nový prostor pro pořádání krátkodobých výstav v první etáži. Novinkou je i Grafický kabinet (umístěný v prostorách stálé expozice), v němž galerie vystavuje světlocitlivá díla, která dosud vystavována být nemohla. Do celého objektu je zajištěn bezbariérový přístup.

## Historie
Historie Krajské galerie výtvarného umění ve Zlíně je spjata s tradicí Zlínských salonů – přehlídek soudobého československého umění, pořádaných firmou Baťa v letech 1936–48. Nákupem vystavovaných děl vzniklo jádro sbírky, kterou galerie postupně rozšířila o další díla a také o fotodokumentaci a modely zlínské funkcionalistické architektury. Kromě stálé expozice galerie pokračuje v přehlídkách současného domácího umění, od r. 1996 pořádá trienále Nový zlínský salon, Zlínský salon mladých a Prostor Zlín, kterých se v posledních letech účastní vedle českých i slovenští autoři. Věnuje se také prezentaci architektonické tvorby, především unikátní baťovské architektury a umění poválečných stavitelů.

Dům umění ve Zlíně (2009), do roku 2013 sídlo galerie, od roku 2019 obnovený Památník Tomáše Bati

V letech 1957–2013 galerie sídlila v Domu umění, v budově přestaveného Památníku Tomáše Bati. Autorem budovy v duchu zlínského funkcionalismu z roku 1933 je významný zlínský architekt František Lydie Gahura. Další výstavy probíhaly po léta v historických prostorách zámku ve Zlíně, které galerie využívala od roku 1960. Zde byla umístěna stálá expozice českého malířství a sochařství 19. a 20. století, grafický kabinet a depozitář. V zámku z druhé poloviny 15. století mělo svoje sídlo také Muzeum jihovýchodní Moravy.
Do roku 2012 tak neměla zlínská Krajská galerie výtvarného umění z finančních i prostorových důvodů možnost vytvořit reprezentativní expozici všech svých uměleckých děl. Po přestěhování do modernizovaných prostor tovární budovy 14 na jaře 2013 je ve Zlíně poprvé k vidění ucelená sbírka českého umění 20. století spolu s díly moderního umění, originálními kusy zlínských designérů i zdejší architektury. Veřejnosti se také zpřístupnila řada cenných děl, jež byla léta umístěna pouze v zámeckém depozitáři.

## Umělecké sbírky
Od poloviny 50. let galerie systematicky budovala své sbírky se zaměřením na české a slovenské umění 19. a 20. století. Nejvýznamnější součástí kolekce jsou obrazy dokumentující rozvoj českého moderního umění, zastoupené zejména díly představitelů meziválečné avantgardy – s přesahy k počátkům dvacátého století i do doby následující. Stěžejními díly je dokumentována tvorba představitelů Mařákovy krajinářské školy, poté následuje historický úsek od vystoupení Osmy, přes kubistickou tvorbu, neoklasicismus dvacátých let a práce členů Umělecké besedy, surrealismus, až po protiválečně zaměřenou tvorbu přelomu 30. a 40. let. Významné místo ve sbírce zaujímají rovněž díla členů Skupiny 42. V kontextu tvorby druhé poloviny 20. století vynikají zejména některé práce představitelů českého informelu šedesátých let, ale i soubor děl z posledních tří desetiletí.
V uměleckých sbírkách dominují díla klasiků českého malířství 19. století a díla představitelů zakladatelské generace českého moderního umění a surrealistů. Za vidění určitě stojí například díla V. Brožíka, A. Muchy, B. Kubišty, J. Čapka, E. Filly, V. Špály, J. Štyrského či Toyen. Mimoto se galerie v posledním období zaměřuje především na oblast soudobého českého umění a moderní architektury, která má ve Zlíně výrazné zastoupení.

## Aktivity galerie

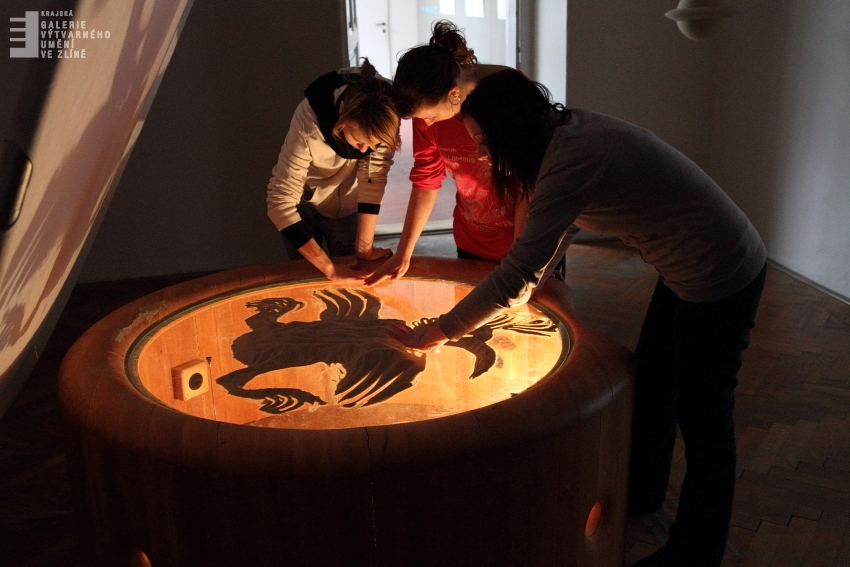
Zážitkové programy pro školy i pro rodiče s dětmi v Krajské galerii výtvarného umění ve Zlíně

Krajská galerie, jejíž stálá sbírka vyrůstala na podkladu osobní kolekce soudobého moderního umění velkého mecenáše kultury a umění Jana Antonína Bati, spravuje a dále buduje sbírku uměleckých děl, pořádá výstavy, vzdělávací a zážitkové programy. Spektrum své činnosti doplňuje o akce propojující různé obory kultury. Usiluje o to stát se jedinečným místem nevšedního vzdělávání a prostorem pro aktivní setkávání s uměním.
Vedle výstav ve 14. budově zlínského továrního areálu nabízí svým návštěvníkům možnost studia sbírkových předmětů a konzultace v oblasti výtvarného umění a architektury i rozsáhlou specializovanou knihovnu a badatelnu.
V návaznosti na svůj program vydává odborné publikace, mimo jiné Prostor Zlín – časopis zaměřující se na výtvarné umění, design, architekturu a poesii. Za svůj katalog k výstavě VI. Zlínský salon mladých získala ocenění v prestižní soutěži Nejkrásnější kniha roku 2012. 

Krajská galerie výtvarného umění ve Zlíně je členem Rady galerií ČR a Asociace muzeí a galerií České republiky.

### Stálá výstava galerie
Svět vzdálený i důvěrně známý můžete objevovat prostřednictvím stálé kolekce nazvané Prostor Zlín | Řády vidění. Výstava 210 děl představuje to nejlepší ze sbírky Krajské galerie výtvarného umění.
Nové stálé expozici patří celá 2. etáž 14. budovy. Velkým magnetem je zlínská architektura a urbanismus, které jsou světovým fenoménem. V expozici architektury se divák seznámí se jmény významných architektů pracujících pro firmu Baťa a jejich návrhy. Jednotlivé úseky jsou věnovány tvorbě Františka Lýdie Gahury (Obchodní dům a Velké kino, 1931, Památník Tomáše Bati, 1933), Miroslava Lorence (Společenský dům ve Zlíně, 1931–1932) a Vladimíra Karfíka (Administrativní budova firmy Baťa, 1938), ale také dílu poválečných architektů, kteří navázali na meziválečnou etapu, například stavbám Jiřího Voženílka, Miroslava Drofy a Zdeňka Plesníka.
Návštěvníky výstava seznámí také s výtvarnou kulturou Baťova Zlína, i s důvody, proč Baťovi zasahovali do kulturních sfér. Aby si zajistili kvalitní reklamní grafiky, založili vlastní školu umění, nakupovali umělecká díla, obklopili se nejlepšími lidmi v oboru a založili tradici zlínských výtvarných salonů. Během několika let vytvořila firma kolekci, jež se stala základem galerijní sbírky. Díky tomu mohou být dnes v expozici vystaveny nádherné práce českých umělců první poloviny 20. století – mimo jiné Emila Filly, Bohumila Kubišty, Antonína Slavíčka, Jakuba Schikanedera, Václava Špály, Josefa Čapka, Jana Zrzavého, Jindřicha Štýrského, Otty Gutfreunda, Vincence Makovského či Toyen a její Noc v Oceánii, který je snad nejznámějším obrazem sbírky. Z děl, která ve Zlíně už delší čas nebyla k vidění, mohou návštěvníci obdivovat třeba obraz Sibyla od Alfonse Muchy či plastiku Hudba od Josefa Václava Myslbeka a další díla z přelomu 19. a 20. století.
Galerie na dosažené úspěchy zlatého baťovského období po válce navázala další sbírkotvornou činností, jež nikdy nebyla přerušena. V současnosti je proto ve Zlíně ucelená sbírka českého umění 20. století. Ve vazbě na architekturu autoři expozic nezapomněli ani na průmyslový design, jehož kolébkou u nás je právě Zlín.
V proměnlivé části expozice (nazvané Řády vidění) se tak prolínají díla 20. století s tvorbou století devatenáctého i jedenadvacátého. Moderní tvorba má své zastoupení například v dílech Václava Boštíka, Karla Nepraše, Kurta Gebauera, Vladimíra Kokolii, Petra Nikla či designérů Zdeňka Kováře a Františka Crháka.
Další informace o expozici hledejte na webu galerie.

### Aktuální program
V prostorách stálé expozice ve Zlíně si nenechte ujít také výstavu z cyklu Kresba a grafika ze sbírky Krajské galerie výtvarného umění ve Zlíně Skupina 42, v přízemí budovy 14 je pak k vidění výstava Kamil Mikel / Geometrie světla a stínů. Navštívit ji můžete do 5. ledna 2014.
O výstavách a jiných akcích informují webové stránky galerie.

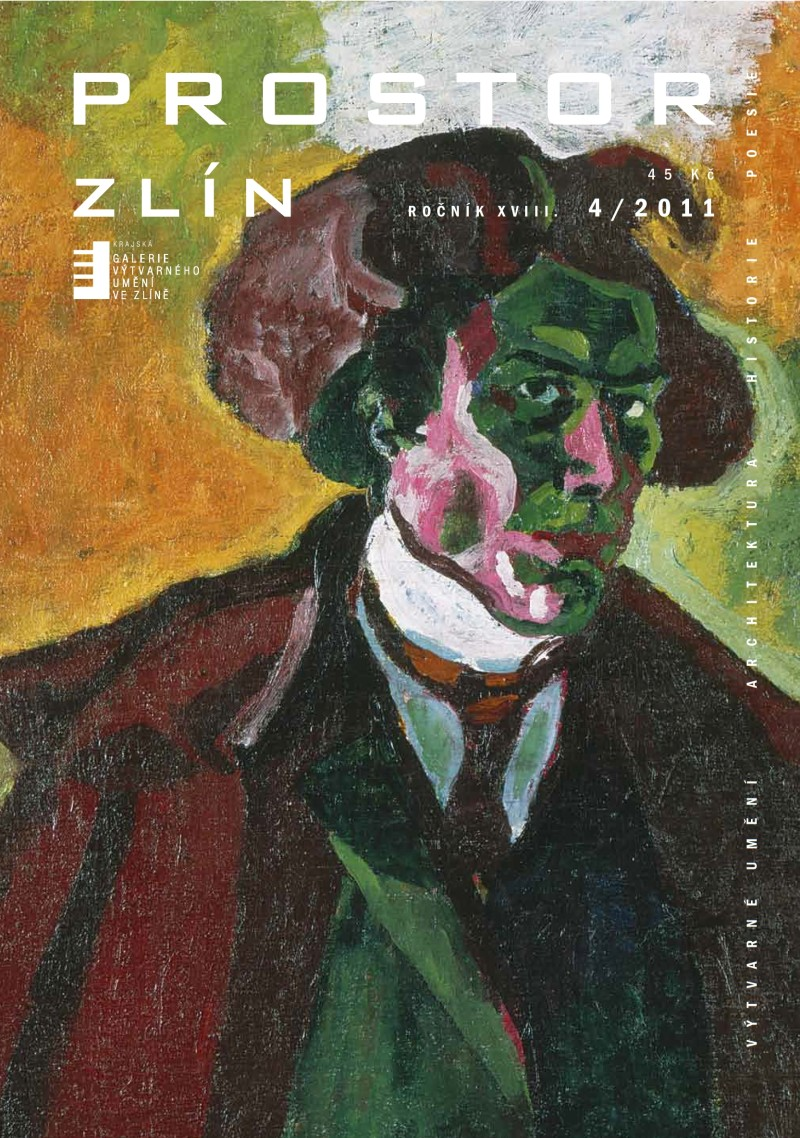
Časopis Prostor Zlín

### Odborná knihovna
Knihovna galerie je volně přístupná veřejnosti a je zaměřena na odbornou literaturu z oblasti výtvarného umění, včetně architektury, užitého umění, fotografie a příbuzných oborů. V současné době její fond tvoří přibližně 17.500 publikací, katalogů výstav a ročníků periodik. Katalog je elektronicky přístupný na internetových stránkách galerie. Knihovna se také zaměřuje na shromažďování informací o zlínských architektech a zlínské architektuře jak současné, tak i předválečné, baťovské.

### Prostor Zlín
Od roku 1992 galerie vydává časopis Prostor Zlín, který je zaměřen především na moderní a současné umění, architekturu a urbanismus. Obsahuje také další rubriky věnované poesii a designu. Vychází čtyřikrát do roka a všechny publikované texty mají resumé v anglickém jazyce.

### Doprovodné programy pro veřejnost
Krajská galerie výtvarného umění ve Zlíně připravuje ke každé výstavě edukační nebo animační programy. Jejich cílem je zprostředkovat veřejnosti moderní a současné umění v jeho pluralitě. Nejoblíbenější jsou zážitkové programy u studentů a žáků základních, základních uměleckých, středních, vyšších odborných a vysokých škol. Každá výstava má ale co nabídnout i dalším okruhům návštěvníků. Umění vytváří prostor pro setkávání s kurátory i tvůrci prostřednictvím rozhovorů, diskuzí, workshopů či přednášek autorů samých, návštěvníci si mohou radost z tvoření zkusit také na konkrétních praktických výtvarných úkolech a technikách přímo v prostorách expozic.

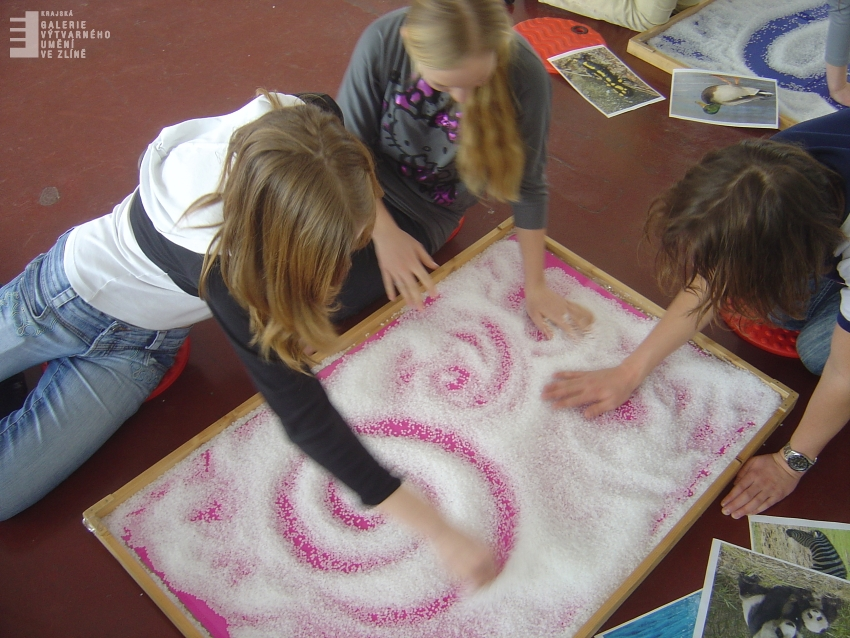
Zážitkové programy v galerii probíhají formou tvůrčích dílen

Komentované prohlídky a zážitkové programy v prostorách výstavy jsou v nabídce také pro rodiče s dětmi a další skupiny návštěvníků. Součástí nabídky pro širší veřejnost jsou komentované prohlídky městem Zlínem, které uvádí kurátorka architektonické sbírky.

### Básníci v Prostoru Zlín
Měsíc autorského čtení navazuje vždy v květnu na divácky úspěšné ročníky, které přivedly do galerie legendy české poesie (kupř. Ivana Martina Jirouse – Magora, Jiřího Kuběnu, Zbyňka Hejdu, ...). Zajímavá setkání jsou u některých autorů doprovozena hudebním vystoupením. V rámci těchto podvečerů ožil ročník 2012 múzami J. H. Krchovského, Patrika Linharta, Petra Borkovce, Petra Čichoně, Lubora Kasala, Jaromíra F. Typlta. A nejen jimi. O inspiraci se ve zlínské galerii podělili také básníci Petr Hruška, Martin Langer, Luděk Marks a Pavel Rajchman.

### Galerijní a muzejní noc
Jedním z cílů je probouzet výtvarný život v regionu – galerie spolupracuje s ostatními kulturními subjekty a podílí se na jedné ze společných tradičních událostí: Galerijní a muzejní noci. Galerijní a muzejní noc představuje možnost nechat se jednou v roce vtáhnout v netradičním čase do kulturního dění ve Zlíně a prožít své noční setkání s uměním. Do tohoto programu, který se uskutečnil na 18 místech napříč městem Zlínem, se v roce 2012 zapojilo 15 kulturních soukromých i veřejných institucí – množství galerií, město Zlín, Muzeum jihovýchodní Moravy ve Zlíně, Alternativa – kulturní institut Zlín, Městské divadlo Zlín, Evangelický kostel či zlínská hvězdárna.

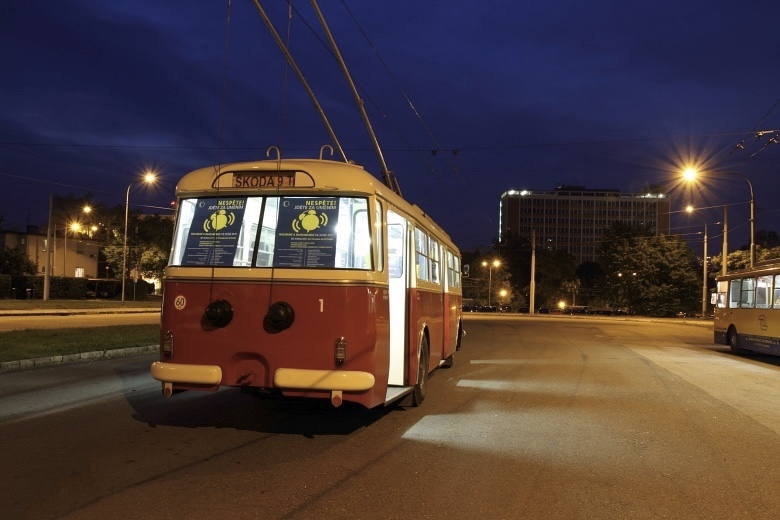
Historický trolejbus - o Galerijní a muzejní noci ho potkáte v ulicích Zlína a můžete se s ním svézt třeba na hvězdárnu

Akce, která propojuje umělecké aktivity veřejných i soukromých institucí, proběhla v tomto roce potřetí, s cílem představit galerijní a muzejní prostory „v jiném světle“. Na každém z 18 míst během ní probíhají různé doprovodné aktivity. Návštěvníci společně tvoří průběžné umělecké dílo, mohou soutěžit o ceny, „adoptovat“ si některý z obrazů nebo se projít výstavou se zasvěceným komentářem. Na dalších místech běží hudební happeningy, animační projekty, performance či pozorování planet a hvězd na nebi. Do všech prostor a expozic je každoročně vstup zdarma a program je ozvláštněn i dalšími zajímavostmi – jedním z velkých lákadel je stylový retro autobus a historický trolejbus Dopravní společnosti Zlín-Otrokovice, které se starají o pohodlí a dopravu i při nepříznivém počasí, a propojují tak jednotlivá místa umění ve městě.

### Zlínské salony
Zlínský salon mladých se zaměřuje na nejzajímavější díla umělců mladších 30 let a – stejně jako Nový zlínský salon, který je přehlídkou výtvarného umění – navazuje na tradici významných kulturních aktivit, které byly ve Zlíně realizovány v 30. a 40. letech. Konkrétně šlo o Zlínské salony současného umění (probíhaly v letech 1936–1948) a Výstavy mladých (konané v letech 1940–1943).

Obě přehlídky vzešly z iniciativy Jana Antonína Bati, který byl skutečným mecenášem kultury a umění. Dlouhodobě usiloval o vytvoření stálé umělecké galerie ve Zlíně – ta byla postupně dotvářena na podkladě Baťovy soukromé sbírky a dále rozšiřována o významná díla na zlínských salonech vystavovaných umělců. Již z prvního salonu byla získána četná výtvarná díla soudobých autorů – z prvních přehlídek byly zakoupeny plátna V. Beneše, V. Špály, J. Krále, K. Holana, J. Baucha, ale i známá Noc v Oceánii od Toyen nebo obraz od J. Štýrského. Již I. Jarní zlínský salon (v roce 1936) zaznamenal značný úspěch. Zúčastnilo se jej 207 českých a slovenských malířů a sochařů, včetně nejpřednějších uměleckých osobností a na československé poměry měl až neuvěřitelnou návštěvnost: 90 tisíc osob.
Na tradici baťovských přehlídek soudobých talentů, přerušenou válkou a dvěma režimy, navazují obnovené zlínské salony, které do roku 2012 co tři roky hostil Dům umění a expozice na zámku ve Zlíně. Zatímco prvá tři uvedení obou trienále (1996–2003) byla konstruována coby výstavy současného českého výtvarného umění, od roku 2006 zde byly prezentovány také přední osobnosti slovenské umělecké scény. Tato striktně výběrová přehlídka si klade za cíl objevovat tvůrčí talenty a zaměřuje se přitom na nejvýznačnější postavy nejmladší generace umělecké scény. Jejím stěžejním záměrem je objevovat uvnitř nové generace umělců skutečné osobnosti.
Od roku 2013, po přestěhování galerie do budovy 14 bývalého továrního areálu firmy Baťa, mění své místo také zlínské salony a tyto trienální přehlídky najde veřejnost na adrese nových expozic galerie.